# Jean-Frédéric Phélypeaux de Maurepas
Jean-Frédéric Phélypeaux, conte de Maurepas (Versailles, 9 luglio 1701 – Versailles, 21 novembre 1781), è stato un politico francese.
Maurepas, di viva intelligenza e di grande finezza, fu anche frivolo ed egoista, secondo quanto riporta, per esempio, Madame de Tencin. Ironico, mordace, anche sarcastico e fazioso « non era quel che si dice una persona cattiva », scrive però il barone de Besenval, ma non resisteva mai al piacere di una buona battuta. Di aspetto banale e di modesta statura, cercava di compensare la mediocrità della figura con la cura dell'abbigliamento e la gravità affettata del portamento. Pur non essendo particolarmente colto, era tuttavia dotato di prodigiosa memoria e di vero talento nella conversazione: intuitivo, aveva un giudizio sicuro sugli uomini che non esitava ad esprimere.

## Biografia

### I primi anni ed il segretariato di Stato sotto Luigi XV (1718-1749)
Figlio di Jérôme Phélypeaux, conte de Pontchartrain, segretario di Stato alla marina e alla Camera del Re, Maurepas, succedette in quest'ultima carica al padre a soli 14 anni d'età, anche se il marchese de La Vrillière s'incaricò di gestire il dipartimento intanto che istruiva il ragazzo che divenne anche suo genero, sposandone, il 19 marzo 1718, la figlia Marie-Jeanne Phélypeaux de La Vrillière (1704-1793).
Maurepas prese possesso del suo ufficio alla Maison du Roi, occupandosi della supervisione degli affari del Clero e di Parigi, nel 1718, a 17 anni. Divenne segretario di Stato alla Marina il 16 agosto 1723 – rimanendovi fino al 23 aprile 1749 - al posto di Fleuriau de Morville, passato agli Affari esteri, essendo appena defunto il precedente ministro, il cardinale Dubois.
Il suo spirito lo rese amabile a Luigi XV, che trovava noioso il lavoro ministeriale. Autenticamente interessato ai problemi scientifici, mobilitò gli spiriti migliori al miglioramento delle tecniche di navigazione e di costruzione navale. Per il resto, fu un ministro piuttosto riservato, di lungo corso, la cui carriera fu segnata soprattutto dalle dispute con le amanti procurate al re da Madame de Tencin che lo detestava per ragioni politiche.
Una di queste, Madame de Châteauroux, lo detestava e lo chiamava « il conte de Faquinet » (furfantello). Caduto malato a Metz, Luigi XV l'aveva allontanata in una delle sue crisi di devozione ma poi, ristabilito, l'aveva fatta richiamare da Maurepas: la duchessa non ebbe però il tempo di rivedere il re, perché morì improvvisamente l'8 dicembre 1744, una coincidenza che fece parlare di un suo avvelenamento.
I contrasti con Madame de Pompadour spinsero il temperamento faceto di Maurepas a diffondere segretamente i libelli scritti contro la favorita e a scriverne forse qualcuno; per questo motivo, egli cadde in disgrazia, nel 1749 ed esiliato a 40 leghe da Parigi.
Si stabilì in un padiglione del palazzo dell'arcivescovo di Bourges, Frédéric Jérôme de La Rochefoucauld, suo cugino. Qui divenne amico dell'abate de Véri, allora grande vicario dell'arcivescovo. Poi, nel 1752, alloggiò nel suo castello di Pontchartrain e, commutato l'esilio con il divieto di comparire a corte, nel 1756 divise la sua vita fra la sua residenza di campagna e Parigi.
Forniti di ampi mezzi, il conte e la contessa de Maurepas ricevevano numerose visite, intrattenendo un'abbondante corrispondenza con personalità politiche, scienziati e letterati: Maurepas era consultato su tutti gli affari importanti del tempo.

### Ministro di Luigi XVI (1774-1781)
Venticinque anni dopo, con la salita al trono di Luigi XVI, nel maggio 1774 Maurepas divenne, non ufficialmente ma di fatto Primo ministro e, senza assumere la responsabilità di nessun dipartimento, si presentava come mentore del giovane re. «Il conte di Maurepas - nota il principe de Montbarrey - fin dal primo quarto d'ora della sua installazione, ebbe l'aria di occupare un posto che non aveva mai lasciato». Fece nominare Turgot controllore generale delle finanze, Lamoignon-Malesherbes alla Camera del Re e Vergennes agli Affari esteri
Richiamò i Parlamenti, che erano stati sospesi da Maupeou, rimettendo in sella il peggior nemico del potere reale: geloso di Turgot, fu soddisfatto della sua caduta nel 1776 e nel 1781 Maurepas si allontanò anche da Necker.

## Opere
- Étrennes de la Saint Jean (1742), raccolta di facezie.
- Lettere, Parigi, 1896

I 4 volumi delle cosiddette Mémoires de Maurepas, pubblicate nel 1792, sono un'opera apocrifa.

## Araldica
| Stemma | Descrizione                                            | Blasonatura |
|        | Jean-Frédéric Phélypeaux de Maurepas Conte di Maurepas | D'azzurro, seminato di quadrifogli stilizzati d'oro, al quarto franco d'ermellino. Ornamenti esteriori da duca. Cavaliere dell'Ordine dello Spirito Santo. |